# Randy Quaid
Randy Randall Rudy Quaid, född 1 oktober 1950 i Houston i Texas, är en amerikansk skådespelare. Han är äldre bror till skådespelaren Dennis Quaid. 1980 spelade de båda bröderna tillsammans i westernfilmen De laglösa, som handlade om Jesse James och dennes liga.
Quaid fick 2003 en stjärna på Hollywood Walk of Fame. Han har varit nominerad till tre Emmy Awards och en Oscar för sin biroll i Det hårda straffet. 1988 vann han en Golden Globe för sin roll som USA:s president Lyndon B. Johnson i miniserien LBJ: The Early Years.
Quaid var nominerad till Golden Globe 2006 Bästa manliga huvudroll i TV-film för sin roll i Elvis.
I mars 2006 stämde Quaid produktionsbolaget bakom Brokeback Mountain och hävdade att han arbetat mot en lägre ersättning än normalt eftersom producenten hade framställt filmen som en independentfilm som aldrig skulle bli kommersiellt framgångsrik. Filmen hade då spelat in 160 miljoner dollar. Stämningen togs senare tillbaka.
2009 hamnade Quaid och hans fru Evi i klammeri med rättvisan efter att de anklagades för att ha struntat i att betala en hotellräkning på över 10.000 dollar. I september 2010 anklagade paret Quaid för inbrott sedan de ockuperat ett hus i Santa Barbara i Kalifornien som de tidigare ägt. De menade att huset felaktigt överförts till tredje part genom förfalskade namnteckningar. Kort efter denne händelse flyttade paret Quaid till Kanada.

## Filmografi i urval
- 1971 – Den sista föreställningen
- 1972 – Go'dag yxskaft?
- 1973 – Det hårda straffet
- 1974 – Paper Moon
- 1976 – Missouri Breaks
- 1978 – Midnight Express
- 1980 – De laglösa
- 1980 – Foxes – tjejmaffian
- 1983 – Ett päron till farsa
- 1985–1991 – Saturday Night Live (TV-serie) (återkommande gäst)
- 1987 – Biltjuvarna
- 1989 – Spårhundar på Broadway
- 1989 – Ett päron till farsa firar jul
- 1990 – Snabba pengar
- 1990 – Days of Thunder
- 1995 – Streets of Laredo (TV-serie)
- 1996 – Ruby Ridge
- 1996 – Independence Day
- 1996 – Kingpin
- 1997 – Ett päron till farsa i Las Vegas
- 2000 – Rocky och Bullwinkle på äventyr
- 2001 – Not Another Teen Movie
- 2002 – Frank McKlusky, C.I.
- 2003 – Christmas Vacation 2: Cousin Eddie's Island Adventure
- 2004 – Kogänget (röst)
- 2005 – Brokeback Mountain
- 2005 – Elvis (TV-miniserie)

## Utmärkelser
- 1988 - Golden Globe - Bästa manliga huvudroll i TV-film för LBJ: The Early Years
- 1989 - Fantafestival - Bästa skådespelare för Parents
- 2005 - Satellite Award, Bästa manliga biroll i TV-film för Elvis